# Cabo de Hornos (comuna)
Cabo de Hornos es una comuna de la zona austral de Chile, creada en 1927, denominada Navarino hasta el año 2001. Pertenece a la provincia Antártica Chilena, la que a su vez forma parte de la Región de Magallanes y de la Antártica Chilena. La comuna debe su nombre al punto geográfico situado dentro de su jurisdicción, denominado de igual forma cabo de Hornos. 
Su municipalidad, con asiento en Puerto Williams, administra desde 2002 la agrupación de comunas de Cabo de Hornos y Antártica.

## Historia
Este territorio fue habitado por los yaganes o yámanas, canoeros nómadas, recolectores y cazadores marinos que navegaban entre las islas del canal de Beagle y tenían su centro de reunión invernal en torno al canal Murray (entre las islas Navarino y Hoste). Fueron descubiertos en 1830 por el velero inglés Beagle bajo el mando del capitán Robert Fitz Roy, quien bautizó los canales e islas con los nombres de sus oficiales y de la nave.
El paso del cabo de Hornos fue descubierto en 1616, pero nadie entonces se adentró en esta intrincada geografía. Desde 1832 se ubicaron en este territorio misioneros anglicanos de las Islas Malvinas, quienes fueron los primeros colonos nacidos en Tierra del Fuego. Lucas Bridges, nacido en Ushuaia en 1875, vivió entre onas y yaganes. Conocía sus idiomas y los defendió públicamente, aún en contra de los estancieros ingleses de Tierra del Fuego, fue autor de El último confín de la Tierra, una de las más bellas epopeyas americanas, que narra el choque entre las civilizaciones.
En 1881 se delimitaron las fronteras de Tierra del Fuego con la República Argentina, quedando todo este territorio dependiente de Punta Arenas para su abastecimiento y comunicaciones hasta bien avanzado el siglo XX.
La fiebre del oro se desató en 1890. Llegaron 800 buscadores desde toda América y Europa, quienes durante varios años explotaron arenas auríferas en las islas Nueva, Lenox, Picton y en Puerto Toro de Isla Navarino. Hacia fines del siglo, cuando el Estado inició la venta o arriendo de tierras fiscales, se desató la fiebre de la ganadería, atrayendo a nuevos colonos.
Dichas dos migraciones aportaron la gente que dio origen a la comuna de Navarino, creada por el Decreto con Fuerza de Ley 8583 del 30 de diciembre de 1927. La comuna dependió del departamento de Tierra del Fuego de la provincia de Magallanes hasta el 4 de noviembre de 1975, cuando fue creada la provincia Antártica Chilena, pasando a ser Navarino el centro administrativo de la nueva provincia. En 2001 cambió de nombre, pasando a llamarse comuna de Cabo de Hornos.
En 2005 fue declarada Reserva de la Biosfera Cabo de Hornos dentro del programa MaB de Unesco, por su gran valor en biodiversidad.

## Geografía
Se extiende hacia el sur de la cordillera de los Andes, aquí llamada cordillera de Darwin, que corre de poniente a oriente. El centro es el canal de Beagle, al pie de la cordillera. Comprende la franja sudoeste de la isla Grande de Tierra del Fuego y todas las islas y archipiélagos al sur del canal de Beagle, de entre ellas sobresale la isla Navarino, centro administrativo y con la mayor población del sector. Además destacan las islas de Hoste, Gordon, Londonderry, Wollaston, Lenox, Picton y Nueva.
Esta comuna, la más remota de Magallanes, es el último rincón del continente americano, que se desmembra en islas y canales para terminar en los roqueríos del cabo de Hornos y las islas Diego Ramírez.
La parte occidental de la comuna comprende el parque nacional Alberto de Agostini, con numerosas islas, canales, fiordos y ventisqueros y al sur, en las islas Wollaston, se encuentra el parque nacional Cabo de Hornos.

### Sismicidad
La región responde a la falla Fagnano-Magallanes, un sistema regional de falla sismogénico, de orientación este-oeste que coincide con el límite transformante entre las placas Sudamericana (al norte) y Scotia (al sur), con sismicidad media; su última expresión se produjo el 17 de diciembre de 1949 (75 años), a las 22.30 UTC-3, con una magnitud aproximadamente de 7,8 en la escala de Richter

### Punto más austral de América
Hay un debate[¿quién?] sobre cuál merece ser considerado el punto más austral de América, siendo posibles tres opciones, las que aquí se presentan ordenadas desde la ubicada más al norte a la más al sur:
- Cabo Froward es el punto más austral de la masa continental de América, es decir, unido directamente al resto del continente, sin cruzar brazos de mar. Pertenece a la comuna de Punta Arenas.
- Cabo de Hornos es el punto más austral de la tierra asociada tradicionalmente a América, ya que allí terminan las islas costeras. En su acepción común, la zona continental incluye también las islas pequeñas situadas a corta distancia de la costa, pero no las que están separadas por brazos de mar importantes. Pertenece a la comuna de Cabo de Hornos.
- Islote Águila en el archipiélago de las islas Diego Ramírez es el punto más austral de la placa continental de América. Desde una perspectiva científica, el continente también incluye las islas vinculadas a las placas continentales. También pertenece a la comuna de Cabo de Hornos.

## Medio ambiente

### Geomorfología y componentes abióticos
La comuna de Cabo de Hornos se encuentra emplazada en las unidades geomorfológicas de Cordillera patagónica insular y Cordillera patagónica de ventisqueros del Pacífico; y presenta según la clasificación climática de Köppen clima de tundra (ET) y clima mediterráneo frío de lluvia invernal (Csc). Esta además se halla entre las cuencas hidrográficas de Islas al sur del Canal Beagle y Territorio Antártico y Tierra del Fuego. Además, la comuna posee diversos cuerpos de agua, entre los que se destacan la Lago Errázuriz, Lago Navarino, Laguna Bahía Océano y Laguna Roja, Lago Lowenbörg y Lago Windhond; y Río Bonito, Río Douglas, Río Lapataía o Roca, Río María, Río Pájaro Verde, Río Rojas y Río Viento Blanco.

### Componentes bióticos
Dentro del territorio de la comuna se pueden hallar los siguientes ecosistemas:
- Bosque caducifolio templado-antiboreal andino donde predominan Nothofagus pumilo y Maytenus disticha (Preocupación menor)
- Bosque mixto templado-antiboreal andino donde predominan Nothofagus betuloides y Nothofagus pumilio (Preocupación menor)
- Bosque siempreverde templado-antiboreal costero donde predominan Nothofagus betuloides y Drimys winteri (Preocupación menor)
- Herbazal antiboreal andino donde predominan Nassauvia pygmaea y Nassauvia lagascae (Preocupación menor)
- Matorral bajo templado antiboreal andino donde predominan Bolax gummifera y Azorella selago (Preocupación menor)
- Zonas geográficas hinóspitas sin vegetación (Sin información)
- Turbera antiboreal costera donde predominan Bolax bovei y Phyllachne uliginosa (Preocupación menor)
- Turbera templada-antiboreal interior donde predominan Sphagnum magellanicum y Schoenus antarcticus (Preocupación menor)

### Medidas de protección ambiental y conflictos socioambientales
Hasta 2022, la comuna de Cabo de Hornos cuenta con las siguientes zonas que cuentan con algún nivel de protección ambiental:
- Cabo de Hornos (Reserva Biósfera)[14]
- Cabo de Hornos (Sitios ERB)[15]
- Estancia Yendegaia (Sitios Ley 19.300)[16]
- Isla Navarino (Sitios Ley 19.300)[17]
- Islas Diego Ramírez (Bien Nacional Protegido)[18]
- Islas san Idelfonso (Bien Nacional Protegido)[19]
- Omora Isla Navarino (Bien Nacional Protegido)[20]
- Parque Etnobotánico Omora (Iniciativa de Conservación Privada)[21]
- Parque Marino Islas Diego Ramírez y Paso Drake (Parque Marino)[22]
- Parque Nacional Alberto D'Agostini (Parque Nacional)[23]
- Parque Nacional Cabo de Hornos (Parque Nacional)[24]
- Parque Nacional Yendegaia (Parque Nacional)[25]
- Río Robálo-Navarino (Bien Nacional Protegido)[26]

## Demografía
En 2017 la comuna de Cabo de Hornos poseía 2063 habitantes, de acuerdo al censo que se realizó ese año en todo Chile.
La totalidad de la población urbana se concentra en Puerto Williams, la capital provincial; mientras que la población rural se distribuye entre las localidades de Puerto Navarino, Caleta Mejillones al poniente y Caleta Eugenia y Puerto Toro (fundado en 1892) al oriente de la isla, todos ubicados en la ribera norte de la isla Navarino a orillas del Canal de Beagle frente a la costa sur de Tierra del Fuego. Un camino costero que bordea el canal de Beagle une dichas localidades. La mayoría de su población son marinos y pescadores dedicados a la recolección de centolla.
Según un estudio organizado por Mideplan y Unicef, es la 10° mejor comuna para criar hijos en Chile, solo superada por Concón en las regiones.[cita requerida]

### División censal
La comuna de Cabo de Hornos se divide en los siguientes distritos del censo:
| Distrito      | Población Censo 1992 | Población Censo 2002 |
| ------------- | -------------------- | -------------------- |
| Darwin        | 25                   | 9                    |
| Hoste         | 6                    | 11                   |
| Isla Navarino | 1783                 | 2242                 |

El distrito de Darwin, nombrado por la cordillera Darwin, en su mayor parte, se compone por la península suroeste de Isla Grande de Tierra del Fuego, al sur del seno Almirantazgo, con la Estancia Yendegaia y por islas cercanas.

## Administración

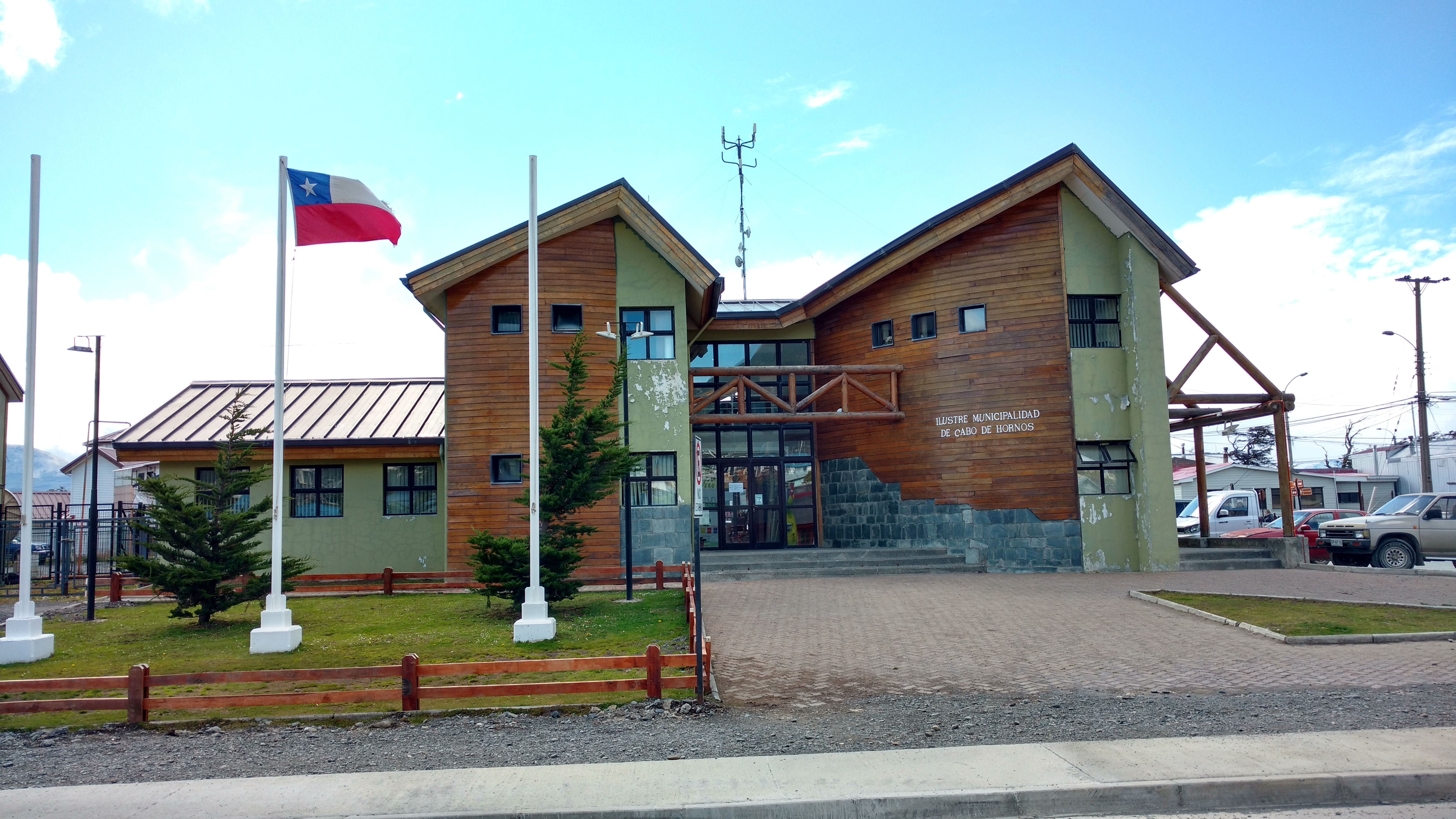
Ilustre Municipalidad de Cabo de Hornos en Puerto Williams.

Cabo de Hornos pertenece al Distrito Electoral N.°28 y a la XV Circunscripción Senatorial (Magallanes).
Es representada en la Cámara de Diputados del Congreso Nacional por los diputados Carlos Bianchi (Ind.), Christian Matheson (Ind./EVO) y Javiera Morales (CS) A su vez, es representada en el Senado por los senadores Alejandro Kusanovic (Ind./RN) y Karim Bianchi que es independiente.
La Ilustre Municipalidad de Cabo de Hornos es dirigida por el alcalde Patricio Fernández Alarcón (PDC), el cual es asesorado por los concejales:
- Karina Cárcamo Barria (IND./UDI)
- José Paredes Soto (RN)
- Juan Velásquez Muñoz (PS)
- Carolina Isabel Guenel González (IND./RN)
- Karina Sandoval Mansilla (IND./RN)
- Alberto Serrano Fillol (IND./PH)

## Economía
En 2018, la cantidad de empresas registradas en Cabo de Hornos fue de 54. El Índice de Complejidad Económica (ECI) en el mismo año fue de -0,84, mientras que las actividades económicas con mayor índice de Ventaja Comparativa Revelada (RCA) fueron Proveedores de Internet (159,22), Agencias y Organizadores de Viajes, Actividades de Asistencia a Turistas (134,25) y Elaboración de Hormigón, Artículos de Hormigón y Mortero (74,91).

## Medios de comunicación

### Radioemisoras
FM
- 89.5 MHz - Radio Navarino
- 98.5 MHz - Radio Infinita
- 106.7 MHz - My Radio

Radioemisoras Online
- Radio Navarino

### Televisión
TDT
- 2.1 - Chilevisión HD
- 2.2 - UChile TV
- 2.31 - Chilevisión One Seg
- 8.1 - TVN HD
- 8.2 - NTV
- 8.31 - TVN One Seg
- 10.1 - Canal 13 HD
- 10.2 - T13 En Vivo
- 10.31 - Canal 13 One Seg

#### TV Cable
Por medio de la cableoperadora TV Red, se podrá sintonizar no solamente los canales nacionales restantes como Mega, La Red, TV+ y Telecanal, sino que también otros canales regionales como TV Red, UMAG TV, Radio Navarino, entre otros